# Българско сименталско говедо
Българско сименталско говедо е българска порода говеда с предназначение добив на мляко и месо.

## Разпространение
Породата е разпространена в стопанства в селища, намиращи се в цялата страна. Към 2008 г. броят на представителите ѝ е бил 8728 индивида.
Рисков статус – рядко разпространена.

## Създаване
Българското сименталско говедо е създадено чрез възпроизводително и поглъщателно кръстосване на местното сиво и сивото искърско говедо със сименталското. Пряк наследник е на вече изчезналата порода Кулско говедо. Всички представители от нея са използвани в създаването на новата порода, която е утвърдена през 1981 г.

## Описание
Говедата са с къса червено-шарена космена покривка като червеният цвят варира от по-тъмен до жълто-червен. Видимите лигавици по носното огледало и ануса са розови, но се срещат и тъмни петна по тях. Рогата и копитата са восъчножълти. Главата е широка и дълга. Крайниците са със здрави кости и нормално поставени.
Вимето е добре развито, средно голямо. Често се срещат крави със стъпаловидно виме и дебели цицки.
Кравите са с тегло 570 – 600 kg, а биците 900 – 1100 kg. Средната млечност за лактация е 3886 l. Маслеността на млякото е 3,91%.